# Федерация конькобежного спорта Японии
Федерация конькобежного спорта Японии (яп. 日本スケート連盟, также JSF, англ. Japan Skating Federation) — федерация конькобежного спорта, шорт-трека и фигурного катания, одобренная Международным союзом конькобежцев (ИСУ). Была создана в 1929 году.
Федерация проводит национальный чемпионат по фигурному катанию и другие соревнования, в том числе ежегодный международный турнир NHK Trophy. Федерация также стала одним из организаторов первого в истории Командного чемпионата мира по фигурному катанию, проведённого в Токио в 2009 году.
В 2006 году в федерации произошел скандал, связанный с расходованием средств. Было заявлено, что за три последних года (2004—2006) отдел затрачивал денег больше запланированного на организацию различных мероприятий, поэтому с 3 марта 2006 года его деятельность проверяет специально созданная комиссия.

## Руководство
- Почётный председатель: Эйсукэ Со (яп. 荘 英介 Со: Эйсукэ)
- Президент: Сэйко Хасимото (яп. 橋本 聖子 Хасимото Сэйко, после замужества — Сэйко Исидзаки)
- Вице-президент: Ясуакира Хаяси (яп. 林 泰章 Хаяси Ясуакира)
- Генеральный директор: Масао Цунэяма (яп. 常山 正雄 Цунэяма Масао)
- Директора́: 16 человек
- Инспекторы: 3 человека